# Шнейдерман, Михаил Ефимович
Михаил Ефимович Шнейдерман (1909—1981) — советский офицер, танкист, участник Великой Отечественной войны, Герой Советского Союза (1945).

## Биография
Родился 20 февраля 1909 года в городе Казатин Киевской губернии в семье рабочего. Еврей. Окончил Киевский индустриальный институт. Работал на швейной фабрике в Киеве и на заводе химического машиностроения в городе Бердичеве Житомирской области. В РККА с 1939 года. Попал в учебный полк, работал инструктором по вождению танков. В боях Великой Отечественной войны с июня 1941 года. Воевал на 1-м Украинском фронте.
В конце января—начале февраля 1945 года командир танка 87-го танкового полка (7-я гвардейская кавалерийская дивизия, 1-й гвардейский кавалерийский корпус, 1-й Украинский фронт) младший лейтенант М. Е. Шнейдерман отличился в боях за населённые пункты Пробстфельде (ныне Proboszczowice), Бухенау (ныне Nędza), а также на заодерском плацдарме севернее города Ратибор (Рацибуж, Польша).
30 января 1945 года экипаж его танка, умело маневрируя на поле боя, уничтожил 2 противотанковых орудия, 4 танка и несколько БТР противника. 4 февраля, когда танк Шнейдермана был подбит, он возглавил экипаж другого танка и продолжал бой. После чего уничтожил три бронетранспортёра, два танка, пять орудий и около роты пехоты.
Указом Президиума Верховного Совета СССР от 27 июня 1945 года за образцовое выполнение боевых заданий командования и проявленные при этом мужество и героизм младшему лейтенанту Михаилу Ефимовичу Шнейдерману присвоено звание Героя Советского Союза с вручением ордена Ленина и медали «Золотая Звезда» (№ 7828).
С 1946 года — в запасе. Член КПСС с 1948. Жил в Киеве, работал в государственном проектном институте.

## Награды и звания
- Герой Советского Союза (27 июня 1945);
- орден Ленина (27 июня 1945);
- медали.

## Память
Похоронен в Киеве на Берковецком кладбище.
В родном городе Казатине на жилом пятиэтажной доме, который стоит на месте родного дома Михаила Ефимовича, установлена мемориальная доска.

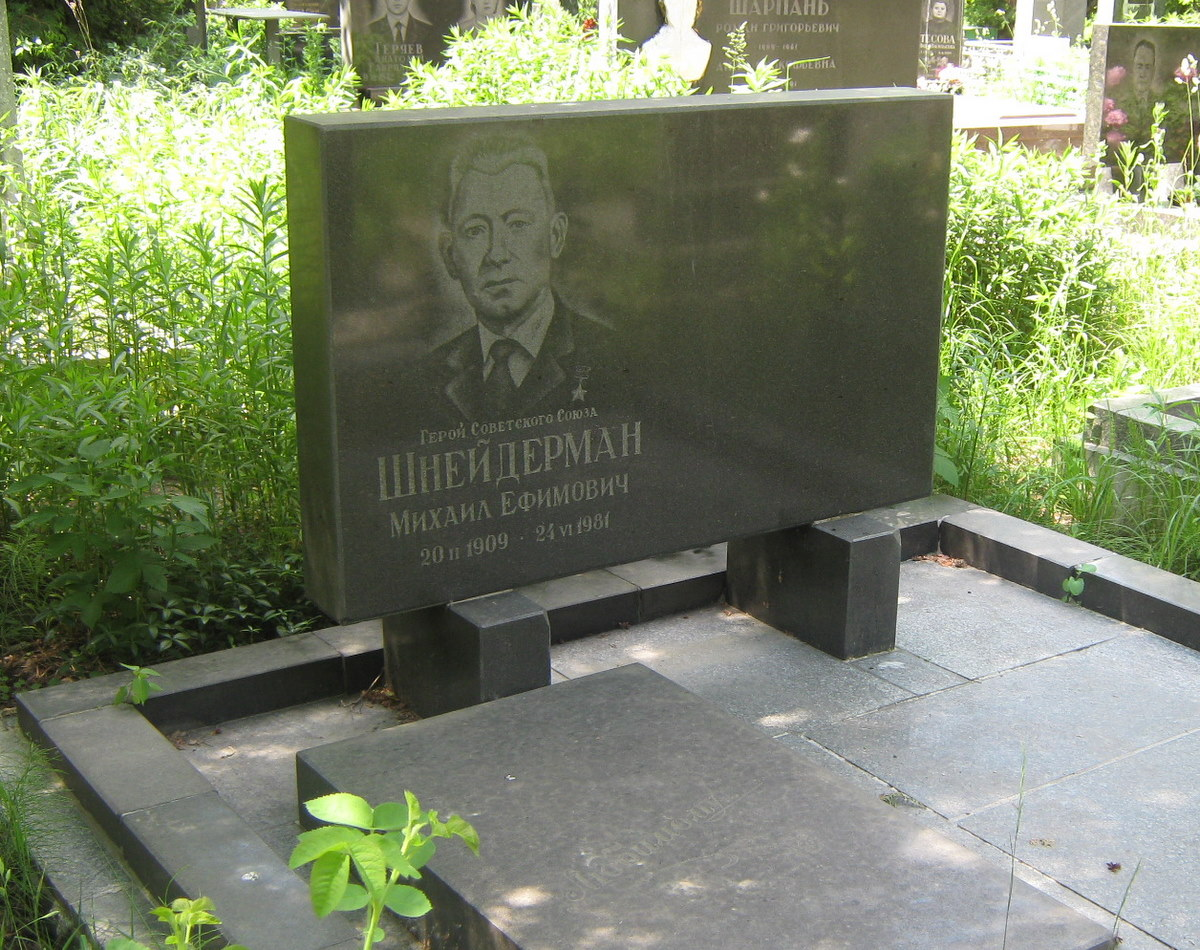
Могила в Киеве на Берковецком кладбище.
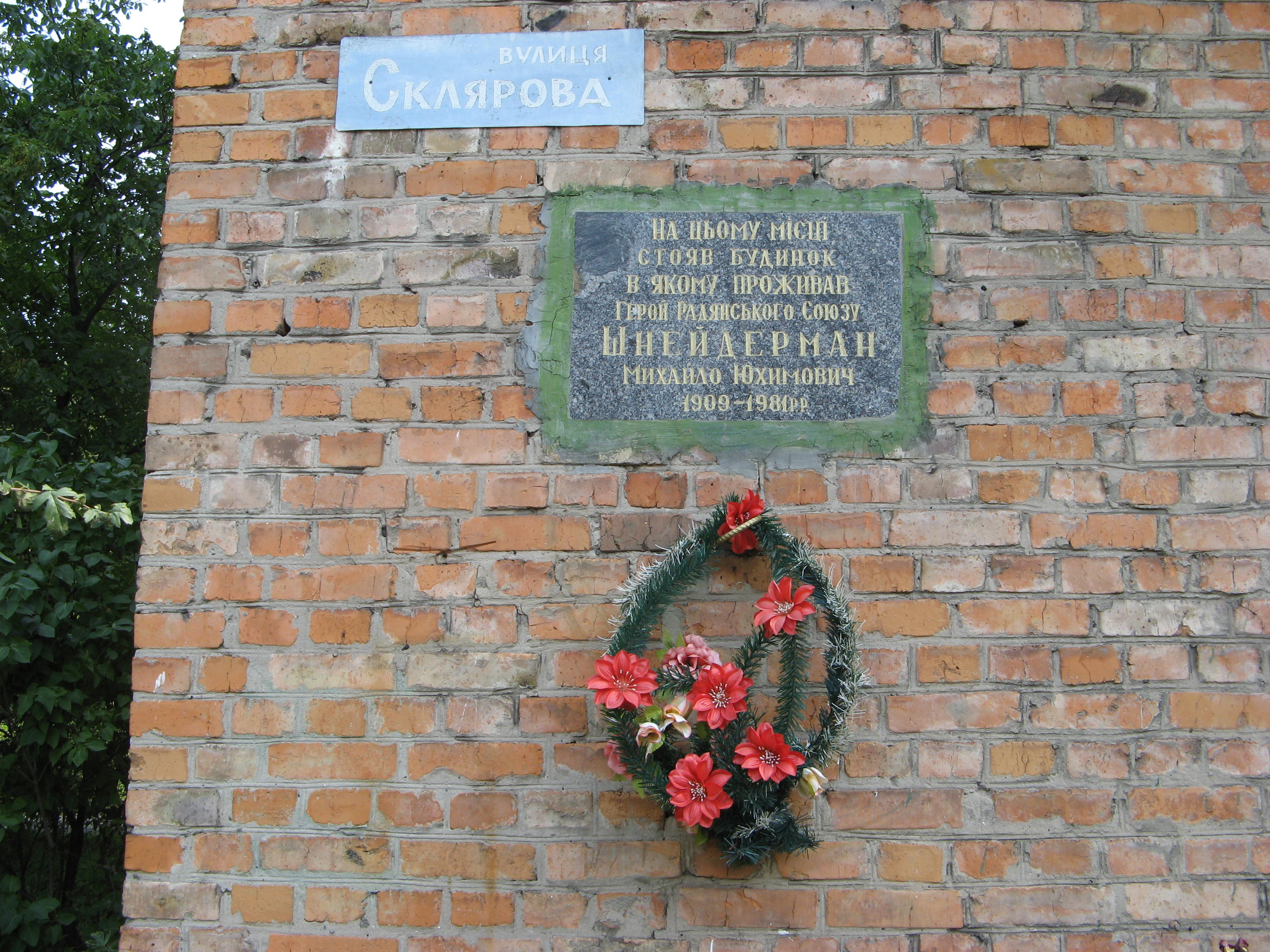
Мемориальная доска в Казатине.